# بوم (سفينة)

بوم كويتي سفار يرفع شراع العود والقلمي عام 1938

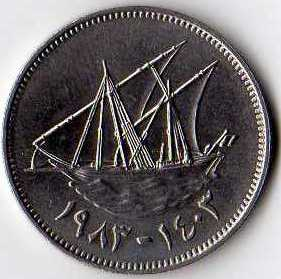
البوم على عملة ال50 فلس

البوم هي سفينة شراعية خليجية تاريخية. خدمت في النقل التجاري البحري والطواشة ونقل الماء في فترة ما قبل النفط في الخليج العربي. يُعد البوم من أفضل وأشهر السفن الخليجية حتى أصبح جزء من شعار عدة دول في الخليج العربي.

## تاريخ
تم تصميم أول بوم في أواخر القرن التاسع عشر ليكون بديلاً عن البغلة، حيث أثبت تفوقه في القدرات الملاحية على البغلة، إلا أنه في بادئ الأمر كان البوم أصغر حجماً من البغلة ولم تتجاوز حمولته 150 طن. في بداية القرن العشرين ازدهرت التجارة في الكويت وبدأ صناع السفن استبدال البغلة بالبوم وذلك بزيادة سعته التخزينية. كما صنع بوم الماء والتي استخدمت لنقل المياه العذبة من شط العرب إلى الكويت نتيجة لشح مصادر المياه العذبة وعدم كفايتها لحجم السكان.

## التصميم

البوم في شعار الكويت

صمم البوم بحيث يكون مدبب المؤخرة مما أعطاه قدرة أفضل على المناورة وتحمل الأمواج، بعكس البغلة والتي تميزت بمؤخرة عريضة مربعة الشكل. كما تميز البوم بمقدمة مدببة يبرز في طرفها العلوي خشبة مدببة تسمى ب«الصاطور» وعادة ما تطلى باللونين الأسود والأبيض.
للبوم صاريتان، الأولى كبيرة الحجم وتكون في الثلث الأمامي من السفينة وتسمى ب«الدقل العود»، أما الصارية الآخرى فهي في المؤخرة وتسمى ب«الدقل القلمي». وللبوم سطح إضافي يكون في الثلث الأخير من البوم ويسمى ب«النيم»، وفيه يجلس النوخذة (قبطان السفينة) والسكوني (قائد الدفة). وتحت النيم توجد غرفة صغيرة تستخدم للتخزين تسمى ب«الدبوسة». ومن الممكن رفع سبعة أشرعة في البوم إلا أن معظم قباطنة (نواخذة) الكويت كانوا يكتفون برفع ثلاثة أشرعة فقط، حسب شدة الريح.
عادة ما يحمل البوم قاربين صغيرين، أحداهما يستخدم كقارب نجاة (ماشوة) والآخر يستخدمه النوخذة (القبطان) للتنقل من وإلى البوم (الكيت).

## الأنواع
استخدم البوم للنقل البحري ونقل المياه والغوص على اللؤلؤ. وتتشابه أشكال الأبوام بشكل عام مع وجود بعض الاختلافات التصميمية وحجم البوم حسب الغرض منه.

### السفار
هو البوم المستخدم للنقل البحري البعيد، حيث يصل البوم السفار إلى موانئ الهند واليمن وشرق أفريقيا. يعتبر البوم السفار الأكبر في الحجم مقارنة بالأنواع الأخرى.

### القطاع
يستخدم البوم القطاع للنقل البحري داخل الخليج العربي. وخلافاً للبوم السفار فإن البوم القطاع أصغر حجماً (لا يتجاوز سعته 100 طن) وذو سطح وحيد، وله حواجز خلفية للسطح مميزة تسمى بال«ياملوه».

### الغواص
البوم الغواص هو بالأصل بوم قطاع استخدم لحرفة الغوص، حتى أن بعض التجار استخدم أبوام الغوص للنقل البحري بعد أن كسدت تجارة اللؤلؤ في منتصف القرن العشرين. ويستطيع البوم الغواص حمل 80 بحاراً في رحلات الغوص.

### نقل المياه
استخدم بوم الماء لنقل المياه العذبة من شط العرب إلى الكويت. ويتميز بوم الماء بعرض بدنه وقاعدته مما يساعده على حمل كمية أكبر من الماء. ويجهز بخزانات خشبية. ولا يسطح بوم الماء بل يترك وسطه فارغاً كي تستقر فيه خزانات المياه.

## وصلات داخلية
- سفن شراعية كويتية
- البغلة